# Montigny-le-Bretonneux
Montigny-le-Bretonneux je jugozahodno predmestje Pariza in občina v departmaju Yvelines osrednje francoske regije Île-de-France. Je osrednji in najgosteje naseljeni del v 70. letih 20. stoletja nastalega pariškega predmestja Saint-Quentin-en-Yvelines. Leta 1999 je naselje imelo 35.216 prebivalcev.

## Geografija
Naselje leži na jugozahodnem obrobju Pariza, 4 km jugozahodno od Versaillesa in 24 km od središča Pariza.

## Administracija
Montigny-le-Bretonneux je sedež istoimenskega kantona, v katerega je poleg njegove vključena še občina Guyancourt s 60.295 prebivalci. Kanton je sestavni del okrožja Versailles.

## Zgodovina
Montigny-le-Bretonneux je bil dolgo časa majhna vas na obrobju Pariza, pred francosko revolucijo v sklopu parka Versajske palače.
Po nastanku novega naselja Saint-Quentin-en-Yvelines je Montigny postal pomembno urbano središče.

## Pobratena mesta
- Denton (Združeno kraljestvo),
- Kierspe (Nemčija),
- San Fernando (Španija),
- Wicklow Town/Cill Mhantáin (Irska).